# Koninklijk Instituut voor Taal-, Land- en Volkenkunde

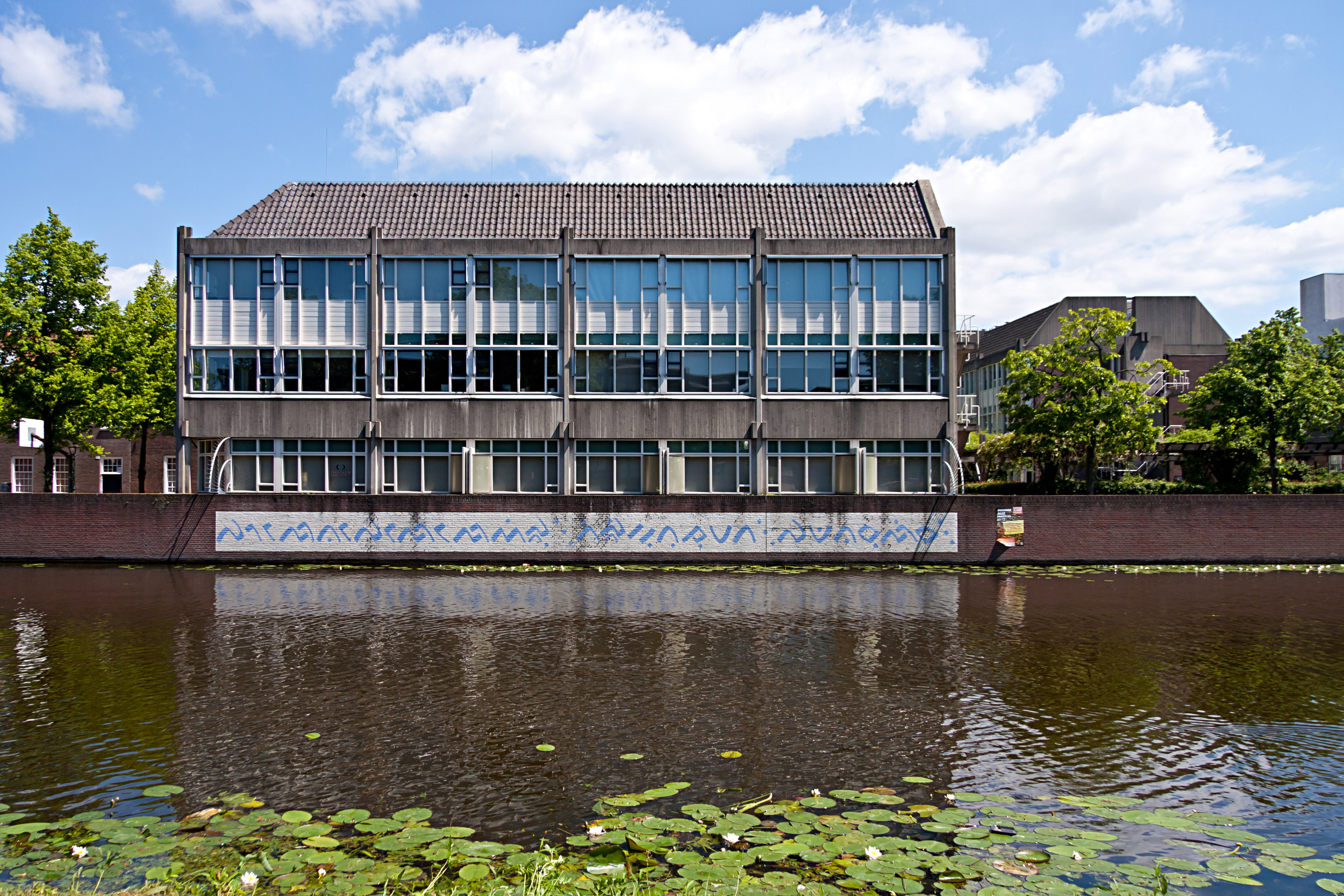
KITLV (edificio)

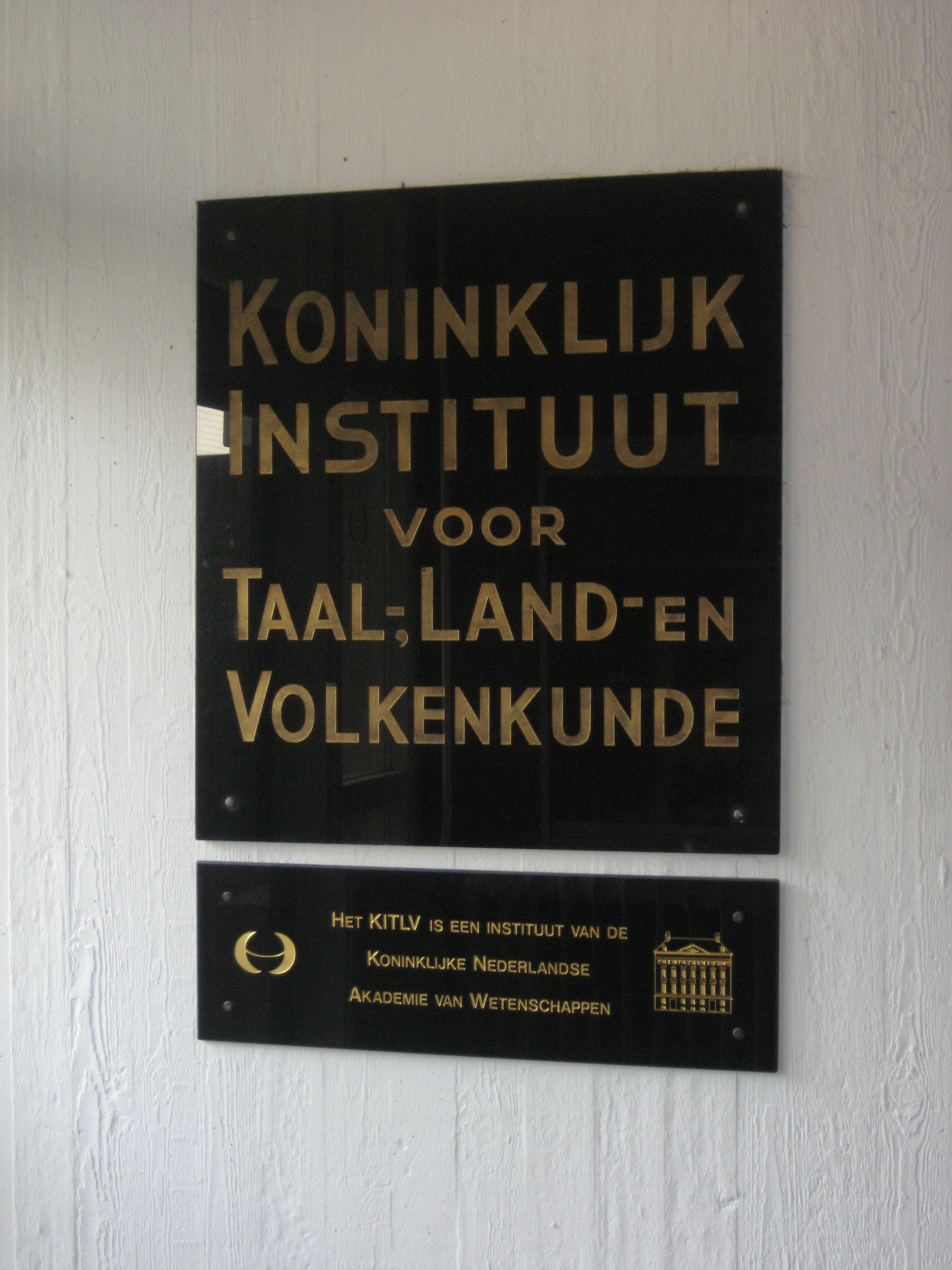
Placa KITLV

El Instituto Real Neerlandés de Estudios de Asia Sudoriental y el Caribe (KITLV, en holandés: Koninklijk Instituut voor Taal-, Land- en Volkenkunde) es una organización científica con sede en Leiden, Países Bajos fundada en 1851. Su objetivo es el fomento del estudio de Asia Sudoriental (especialmente de Indonesia, antigua colonia holandesa) y del Caribe (también con énfasis en las antiguas colonias neerlandesas: Surinam, Aruba y las Antillas Neerlandesas). El ámbito de trabajo comprende las ciencias sociales y humanidades, incluyendo Antropología, Lingüística, Historia y Sociología.
Además de investigación científica el KITLV mantiene una colección extensa y única de libros, revistas, documentación, fotos, archivos y materiales audiovisuales sobre dichas áreas y temas. La mayoría de las publicaciones de la colección están en inglés, holandés o en el idioma indonesio (Bahasa Indonesia), pero también cuenta con muchas publicaciones en español –sobre todo las relativas a Cuba, Puerto Rico y la República Dominicana, en la parte caribeña de la colección.
Se puede consultar el contenido de estas colecciones a través del catálogo en línea y en la biblioteca.
El KITLV también incluye una parte editorial, que suele publicar en inglés trabajos sobre Indonesia y el Caribe, y que incluye la revista New West Indian Guide, la revista científica más antigua del mundo dedicada al Caribe. 

## Historia
El KITLV fue fundado en 1851; tuvo su primera sede en Delft y luego en La Haya, en los Países Bajos. En 1966 se trasladó a Leiden, junto a la universidad de esta ciudad. Desde 1969 el KITLV también cuenta con un departamento en Yakarta, Indonesia.